# Édith Bonlieu
Marie Édith Jeanne Bonlieu (Paron, 18 aprile 1934 – Saint-Pierre-de-Chérennes, 23 dicembre 1995) è stata una sciatrice alpina francese.
In seguito al matrimonio assunse anche il cognome del marito e dalla stagione 1958-1959 si iscrisse alle gare come Édith Bonlieu-Vuarnet, Édith Vuarnet-Bonlieu o Édith Vuarnet.

## Biografia
Sorella di François e moglie di Jean Vuarnet, a loro volta sciatori alpini, Édith Bonlieu, sciatrice polivalente con maggior propensione alle prove veloci, debuttò in campo internazionale in occasione della Settimana internazionale del Monte Bianco 1955 (Saint-Gervais-les-Bains/Megève, 19-23 gennaio), dove si classificò 17ª nella discesa libera, e nello stesso anno si piazzò 3ª nella medesima specialità al Grand Prix de Chamonix (Chamonix, 26-27 febbraio); ai Mondiali di Badgastein 1958 (2-9 febbraio), suo esordio iridato, fu 20ª nella discesa libera e non completò lo slalom gigante. Nel 1959 si classificò 3ª nella discesa libera del Grand Prix Feminine (Saint-Gervais-les-Bains, 24-26 gennaio) prima di subire un infortunio durante le prove di quella di Cortina d'Ampezzo del 14 febbraio che la tenne lontana dalle competizioni per tutto il prosieguo della stagione; tornata alle gare nel gennaio dell'anno seguente, ai VII Giochi olimpici invernali di Squaw Valley 1960 (19-27 febbraio), sua unica presenza olimpica nonché congedo agonistico, non completò la discesa libera, la sola gara nella quale prese il via. Adepta dell'Ordine del Tempio Solare, si tolse la vita in un suicidio di massa nel 1995.

## Palmarès

### Campionati francesi
- 4 ori (discesa libera nel 1955; discesa libera nel 1958; slalom gigante, combinata nel 1960)[senza fonte]